# Trichilia havanensis
El ciruelillo (Trichilia havanensis), también conocida como siguaraya en Cuba y uruca en Costa Rica. Es un árbol silvestre muy común en Cuba y también habita en Colombia, México y Venezuela. Se le puede localizar en las orillas de los arroyos, a lo largo de los caminos y cercas y también en los montes bajos desde los 700 metros de altitud hasta los 2500 m s. n. m. Florece de enero a marzo o quizás hasta el mismo abril. Sus flores son de un color blanco verdoso y su néctar es muy intenso. Las abejas producen a partir de este néctar una miel oscura y de muy buena calidad.

## Trivia
De acuerdo con la religión africana, el dueño de la siguaraya es Changó y es el primer palo del monte. Esta planta se utiliza para "abrir los caminos y la suerte de que quien la invoca pero los cierra para el enemigo" .
Benny Moré hizo popular la planta con el tema "Mata Siguaraya" en la cual se menciona "Esa mata es siguaraya que sin permiso no se puede tumbar." "La siguaraya" es una de las canciones cubanas más conocidas y ha sido interpretada por diversos cantantes. Entre ellos destacan Oscar D'León y Celia Cruz.